# Rhipidomys nitela
Rhipidomys nitela is een zoogdier uit de familie van de Cricetidae. De wetenschappelijke naam van de soort werd voor het eerst geldig gepubliceerd door Thomas in 1901.

## Voorkomen
De soort komt voor in Brazilië, Frans-Guyana, Guyana, Suriname en Venezuela.